# Thierry Peponnet
Thierry Peponnet (Le Havre, 7 settembre 1959) è un ex velista francese.

## Palmarès
- Giochi olimpici

Los Angeles 1984: bronzo nella classe 470.
Seul 1988: oro nella classe 470.